# Éric Tappy
Pour les articles homonymes, voir Tappy.
Éric Tappy, né le 19 mai 1931 à Lausanne et mort le 11 juin 2024, est un ténor suisse (d'opéra, entre autres).

## Biographie

### Origines et famille
Éric Tappy naît le 19 mai 1931 à Lausanne, dans le canton de Vaud. Il est originaire de Sévery, dans le district voisin de Morges.
Son père, Constant Albert Tappy, est ouvrier métallurgiste ; sa mère est née Cécile Émile Apothéloz. Le chef de chœur André Charlet est son cousin.
Il épouse en 1953 Denise Guggenheim, avec qui il a deux filles, dont la poétesse José-Flore Tappy.

### Parcours professionnel
Après avoir obtenu son brevet d'instituteur à l'école normale de Lausanne en 1951, il exerce le métier au collège de Vich jusqu'en 1959.

### Parcours artistique
Éric Tappy étudie avec Fernando Carpi (it) au conservatoire de musique de Genève et avec Ernst Reichert à Salzbourg. Il fait ses débuts en concert à Strasbourg en 1959 dans le rôle de l'Évangéliste dans la Passion selon saint Matthieu de Jean-Sébastien Bach. Il joue pour la première fois aux États-Unis dans le rôle de Don Ottavio (du Don Giovanni de Mozart) au San Francisco Opera en 1974 et il joue la même année à Covent Garden dans La Clemenza di Tito (La Clémence de Titus), du même compositeur.
En 1981, il décide d'arrêter sa carrière de soliste pour se consacrer à l'enseignement du chant dans le cadre de l’atelier d’interprétation vocale et dramatique de l’opéra de Lyon (dont il est le créateur), puis sous les auspices de la Haute École de musique de Genève, de 1984 à 1999.

### Mort
Il meurt le 11 juin 2024, à l'age de 93 ans.

## Distinctions
- 1966 : médaille d'or du Théâtre de Drottningholm pour son interprétation d'Orfeo de Monteverdi[10].
- 1968 : prix Edison (en) pour son enregistrement du même rôle[10].
- 1994 : officier de l'Ordre des Arts et des Lettres[2].
- 2007 :  prix culturel de la Fondation Leenaards[3]
- 2011 : médaille d'or de la ville de Lausanne[5].

## Enregistrements
- Oratorio de Noël, Psaume CXXV In convertendo Dominus d'André Campra, Edith Selig, soprano, Eric Tappy, ténor, Jacques Herbillon, baryton, Marc Schaeffer, orgue, Ensemble vocal du conservatoire de Strasbourg, Collegium Musicum de Strasbourg, dir. Roger Delage. LP stéréo A. Chardin 1965 AMS 82 report CD 2011. L'Orfeo, de Monteverdi, dirigé par Michel Corboz, 1968
- Pelléas et Mélisande, de Claude Debussy, dirigé par Armin Jordan, 1979
- Die Zauberflöte (« La Flûte enchantée »), de Mozart, avec Zdzisława Donat dans le rôle de la Reine de la Nuit, dirigé par James Levine, 1980

## Filmographie
- L'incoronazione di Poppea (« Le Couronnement de Poppée »), de Monteverdi, (dirigé par Nikolaus Harnoncourt) de Jean-Pierre Ponnelle, 1979[11]
- La clemenza di Tito, de Mozart, (avec Tatiana Troyanos et Carol Neblett) de Jean-Pierre Ponnelle, 1979.